# أحمد الملاح
أحمد الملاح هو شاعر، وباحث ومحاضر، وناشط فلسطيني أمريكي. يكتب أعماله باللغتين الإنجليزية والعربية، ويتمحور عمله الإبداعي والأكاديمي حول القضايا الفلسطينية، والمنفى والهوية. يشغل منصب فنان مقيم ويُدرّس الكتابة الإبداعية والشعر في جامعة بنسلفانيا في فيلادلفيا.

## نشأته وتعليمه
وُلِد الملاح ونشأ في مدينة بيت لحم، ثم هاجر إلى الولايات المتحدة في عام 2000. بدأ دراسته الجامعية في تخصص الهندسة، لكنه حول تخصه إلى الاتصالات والسينما، ثم حصل على درجة الدكتوراه في الأدب العربي من جامعة إنديانا بلومنجتون.

## مسيرته الأكاديمية
شغل منصبًا وظيفيًا في كلية ميدلبري في فيرمونت وانضم لاحقًا إلى جامعة بنسلفانيا كفنان مقيم في برنامج الكتابة الإبداعية، حيث يدُرّس أيضًا الأدب والشعر الإنجليزي والعربي.
وقد ألقى الملاح محاضرات في مؤتمرات أكاديمية هامة حول الأدب العربي. تركز أعماله البحثية على الشعر العربي الحديث والكلاسيكي.

## أعماله الأدبية
نشر الملاح ثلاثة كتب وعددًا كبيرًا من القصائد والمقالات طوال مسيرته المهنية. ظهرت كتاباته في العديد من المنشورات مثل Michigan Quarterly Review و Cordite Poetry Review و Birmingham Poetry Review و Great River Review و Kenyon Review و Poetry و American Poetry Review وتم ترجمتها إلى اللغة العربية والروسية والتيلجو والإيطالية والبرتغالية والإسبانية. وقد ساهم في نشر مقالات في المجلات الأدبية العربية، بما في ذلك القدس العربي والعربي الجديد..

### كتبه:
- الإنجليزية المريرة (2019، مطبعة جامعة شيكاغو، شعراء فينيكس): كتابه الأول يستكشف هوية المهاجرين واللغة والمنفى على مدى خمس سنوات.[5]
- حكمة الحدود (2023، طبعات الشتاء): مجموعة ثنائية اللغة، ترجمتها إلى العربية هدى فخر الدين .[6]
- الرياح الخاطئة (2025، إصدارات فونوغراف)عمل شعري متعدد اللغات يتفاعل مع حرب غزة عام 2023 .[7]

### أبرز قصائده:
- Recourse" - سلسلة مكونة من ستة أجزاء حصلت على زمالة بلانش كولتون ويليامز لعام 2017.[1]
- "في الطريق بين" - نُشر في Jacket2 ، يستكشف الشعر الأمريكي وشعر المهاجرين.[8]
- "لاجئ". مراجعة كينيون.
- سكون. مجلة ميشيغان الفصلية.
- "لم تعد العربية لغتي العربية." مؤسسة الشعر.
- "الأرض المقدسة المهدورة" (مع هدى فخر الدين). المركز الأدبي ، 2024.

### المقالات العلمية
- العرقية في كتابات بشار بن برد الحديثة". في الصراع والصداقة: دراسات في الأدب والثقافة . 2021.
- - مساهمات أكاديمية في المجلات الأدبية العربية، ومنها القدس العربي والعربي الجديد .

### النشاط السياسي
يُعرف أحمد الملاح بدفاعه عن القضايا الفلسطينية. بعد حرب غزة 2023 شارك في تأليف قصيدة بعنوان الأرض المقدسة المصدّرة، بالتعاون مع زوجته هدى فخر الدين، نشرت في Literary Hub ، تعيد القصيدة قراءة الأرض الخراب لت. س. إليوت في سياق العنف المعاصر في غزة وتنتقد الصمت العالمي تجاه المعاناة الفلسطينية.
وكان الملاح، إلى جانب أعضاء هيئة التدريس الآخرين، من بين منظمي المظاهرات والاحتجاجات المؤيدة للفلسطينيين في الحرم الجامعي في أعقاب أحداث 7 أكتوبر 2023، وأوضح أن هذه المظاهرات كانت جزءًا من موجة أكبر من النشاط المتعلق بالصراع. قاد حشدًا من المتظاهرين الذين هتفوا "من النهر إلى البحر ستكون فلسطين حرة" و"عندما يكون الناس محتلين فإن المقاومة مبررة" في احتجاج مناهض لإسرائيل في 16 أكتوبر 2023.
،شارك الملاح قي ديسمبر 2023، بالمظاهرات في الحرم الجامعي وقاد الطلاب في الهتاف "لا يوجد حل واحد: الانتفاضة والثورة" و"المقاومة مبررة".
في عام 2024، تم تسمية الملاح من قبل لجنة مجلس النواب الأمريكي للتعليم والقوى العاملة كواحد من العديد من أعضاء هيئة التدريس في جامعة بنسلفانيا المتهمين بالإدلاء بتصريحات يزعم أنها " معادية للسامية " أو داعمة لحماس. في أغسطس 2024، أكدت الجامعة أنها ستتعاون مع طلب الكونجرس بتسليم المناهج والسيرة الذاتية لعلم الله وفخر الدين وأساتذة آخرين تم تسميتهم. وقد أثار امتثال الجامعة للجنة انتقادات حادة من جانب جمعية دراسات الشرق الأوسط (MESA)، التي اتهمت جامعة بن بتقويض الحرية الأكاديمية من خلال التعاون مع تحقيق ذي دوافع سياسية.

## الجوائز
- جائزة إديث جولدبرج بولسون التذكارية للكتابة الإبداعية.
- زمالة بلانش كولتون ويليامز للإبداع الشعري.

## حياته الشخصية
متزوج من هدى فخر الدين، وهي أستاذة مشاركة في الأدب العربي في جامعة بنسلفانيا. يتعاونان في قراءات الشعر والترجمات، ولديهما ابنة واحدة.